# 金刚烷
金刚烷（英語：Adamantane），是一种脂环碳氢化合物，化学式为C10H16，它是一种无色晶状固体，有樟脑气味。化学性质稳定，对光稳定，亲油性强，天然存在于石油中。金刚烷可以看作是三个己环的结合，是分子式为C10H16的异构体中最稳定的一种。金刚烷分子中碳原子的空间排列与金刚石中的相同，因此得名。

## 历史与合成
1924年，H. Decker提出了金刚烷的存在，他将其称为癸萜烯（decaterpene）。
同年，德国化学家Hans Meerwein使用甲醛与丙二酸二乙酯在哌啶存在时反应，第一次在实验中尝试合成金刚烷。Meerwein并没有成功合成金刚烷，而是得到了1,3,5,7-四甲酯基双环[3.3.1]壬烷-2,6-二酮，这一物质后来被称为Meerwein酯，被用于合成金刚烷及其衍生物。有其他研究员尝试用间苯三酚和环己酮衍生物合成金刚烷，但是并没有成功。

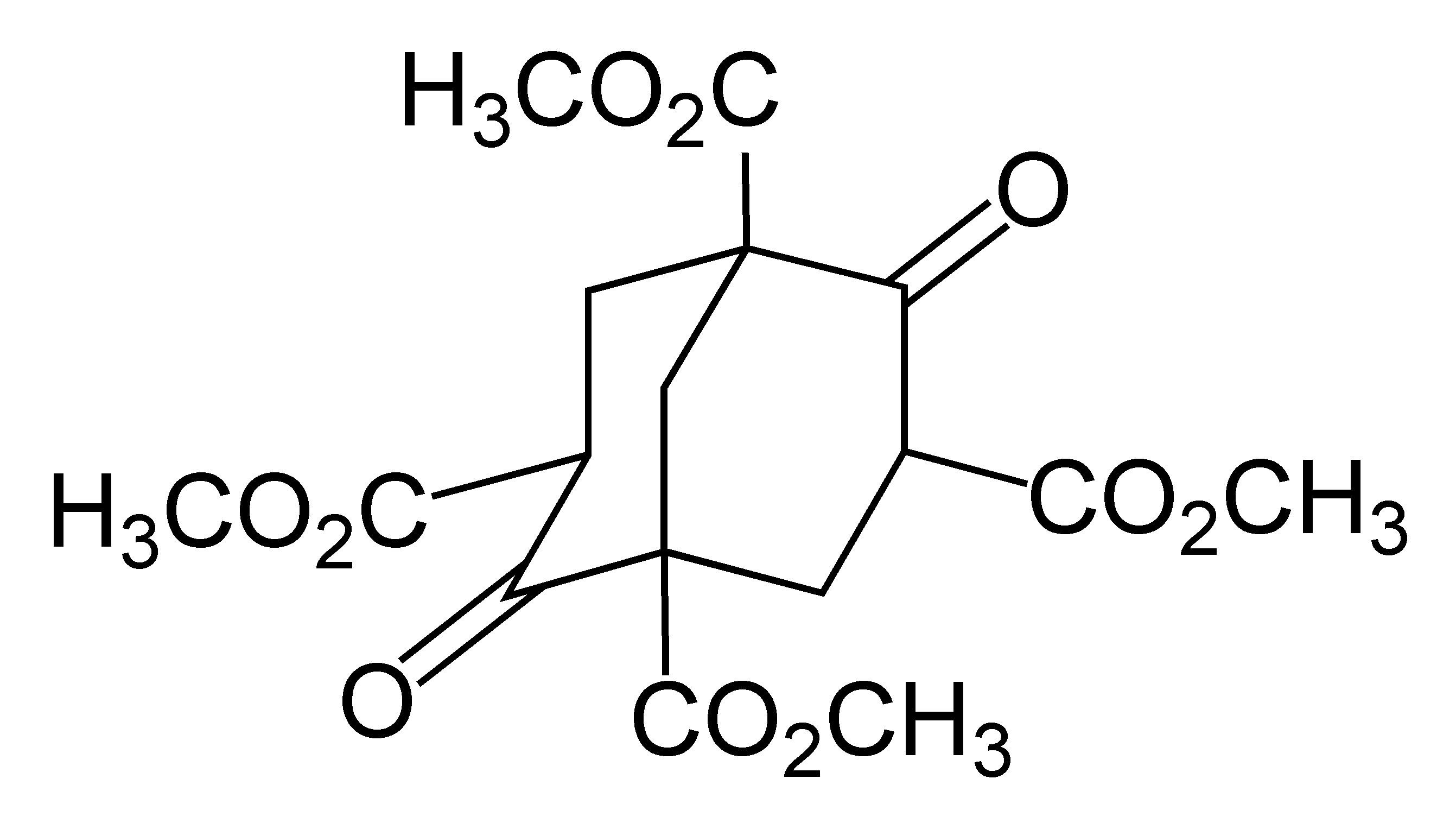
Meerwein酯

1932年捷克人Landa等人从南摩拉维亚油田的石油分馏物中发现了金刚烷。次年利用X射线技术证实了其结构。从石油中分馏得到的金刚烷含量极少，根据油田的不同，石油中的金刚烷含量在0.0001%到0.03%之间，因此完全无法用于商业生产。
石油分馏物中含有三十多种金刚烷衍生物，它们能从复杂的烃混合物中分离出来的原因是它们有着高熔点，且能与硫脲形成稳定的加成物随水蒸气一起蒸馏。
1941年，弗拉迪米尔·普雷洛格由Meerwein酯成功合成金刚烷。五步过程的最终产率为0.16%，因此此法难以推广（下图的路线有所简化），该法可以用于合成某些金刚烷的衍生物。
1957年,保罗·冯·拉居·施莱尔发现了一种更简便的方法：首先在催化剂（如二氧化铂）存在下将双环戊二烯氢化，然后使用路易斯酸（如氯化铝）催化将其转化为金刚烷。这种方法的产率提高到了30-40%，并且有着相当的经济性，至今仍在实验室中使用，并推动了对金刚烷的表征研究。在超声波与超强酸催化剂的帮助下，金刚烷的合成产率后来分别提高到60%和98%。
上述方法制得的金刚烷是多晶粉末，可以在固相、液相或气相中生长单晶（如布里奇曼-史托巴格法）。金刚烷在熔炉中的石英管内加热会升华，沿管保持一定的温度梯度（约10 °C/cm），保持温度梯度降温，金刚烷的熔化区也会逐渐移动（速率约2 mm/h）并产生单晶晶锭。

## 物理性质
纯的金刚烷是无色晶状固体，具有独特的樟脑气味，几乎不溶于水，易溶于非极性有机溶剂。作为碳氢化合物，金刚烷的熔点反常的高。其270 °C的熔点远高于其他相同分子量的烃类，例如莰烯（45 °C）、柠烯（-74 °C）、罗勒烯（50 °C）、萜品烯（60 °C）、扭曲烷（164 °C）等。然而，即使在室温下，金刚烷也会缓慢升华 ，金刚烷可以使用水蒸气蒸馏 。

### 结构

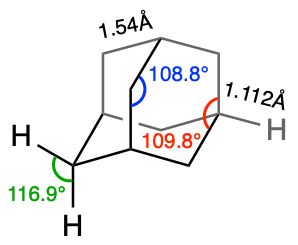
金刚烷的键长与键角。

由电子衍射和X射线晶体学推断，金刚烷分子具Td对称性。C-C键长为1.54Å，几乎与金刚石相同，C-H键为1.112Å 。
在室温条件下，金刚烷以面心立方结构（空间群Fm3m， a = 9.426 ± 0.008 Å，每个晶胞内含有四个分子）结晶，其中包含了取向无序的分子。这种结构在冷却至208K或加压至0.5GPa以上时转变为有序的四方晶系（a = 6.641 Å, c = 8.875 Å，每个晶胞内含有两个分子）。
这种相变是一级的，伴随着异常的热容量、弹性和其他特性。金刚烷分子在立方相中能自由旋转，在四方相中被固定。密度从1.08逐渐增加到1.18 g/cm3，熵也有显著变化（1594J/(mol·K)）。
采取金刚烷型结构的化合物有：P4O6、As4O6、P4O10 (= (PO)4O6)、P4S10 (= (PS)4S6)和N4(CH2)6等。

### 硬度
金刚烷的弹性常数是使用较大单晶（厘米级）和超声回声技术测量的，对[110]、[111]和[100]晶向，弹性张量C11的主值推导为7.52、8.20和6.17 GPa 。作为对比，结晶金刚石的对应值为1161、1174和1123 GPa 。金刚烷与金刚石中的碳原子空间排列相同，然而，金刚烷固体中的分子不像金刚石那样的共价结构，而是通过弱范德华力的相互作用，因此金刚烷晶体非常柔软且具有塑性。

### 光谱

#### NMR
金刚烷的核磁共振（NMR）由两个低分辨率信号组成，分别对应于1和2两个位置（见下图）。1H和13C NMR的化学位移分别为1.873/1.756  ppm和28.46/37.85 ppm。

#### MS
金刚烷及其衍生物的质谱图也有明显的特征，m/z=136对应C
10H+
16离子，其他特征碎片峰有m/z=93、80、79、67、41和39。

#### IR
金刚烷分子有着高度的对称性，其红外光谱的吸收谱图也较简单，下表指出了其主要的吸收带：
| 波数, cm−1 | 振动*                  |
| ---------- | ---------------------- |
| 444        | δ(CCC)                 |
| 638        | δ(CCC)                 |
| 798        | ν(C−C)                 |
| 970        | ρ(CH2), ν(C−C), δ(HCC) |
| 1103       | δ(HCC)                 |
| 1312       | ν(C−C), ω(CH2)         |
| 1356       | δ(HCC), ω(CH2)         |
| 1458       | δ(HCH)                 |
| 2850       | ν(C−H) （CH2基团）     |
| 2910       | ν(C−H) （CH2基团）     |
| 2930       | ν(C−H) （CH2基团）     |

* 说明：δ – 变形振动；ν – 伸缩振动；ρ和ω – 面内和面外摇摆振动。

### 光学特性
在每个碳位点具有不同取代基的金刚烷衍生物是手性的，1969年J. Applequist描述了这种光学活性，其中取代基是氢、溴、甲基和羧基，比旋光度很小，在1°以内。

## 命名法
IUPAC命名法下的金刚烷被称作三环[3.3.1.13,7]癸烷，然而，IUPAC建议使用"金刚烷"的命名。
金刚烷分子具有Td对称性，他的16个氢和10个碳原子可以用两个位点来表示，如图所示分别标记为1（四个等效位点）和2（六个等效位点）。

## 化学性质

### 金刚烷阳离子
金刚烷阳离子可以用SbF 5处理1-氟金刚烷来产生，稳定性较高。
在超强酸溶液中可以得到1,3-二氢金刚烷的双阳离子,由于三维芳香性或同芳香性 的原因，该离子具有更高的稳定性。这个4c-2e包括了在四个桥头碳原子间离域的一对电子。

### 反应
金刚烷的多数反应在桥头碳上发生(主环的1,3,5,7位)，这与桥头碳正离子的Csp3-Csp3轨道与p轨道发生了超共轭有关。

#### 氧化
金刚烷与浓硫酸反应，生成2-金刚烷酮 。
金刚烷酮的羰基有助于合成某些衍生物，如2-金刚烷甲腈和2-甲基金刚烷。
1-羟基金刚烷可以通过1-溴金刚烷在丙酮水溶液中水解而来，也可以直接通过金刚烷的臭氧化反应产生：

#### 卤化
金刚烷非常容易发生亲电取代反应，可以通过控制反应条件来影响产物的组成。
将金刚烷与溴煮沸可以得到单取代产物，向其中添加路易斯酸催化剂则可以实现多次取代。溴代的速率在加入路易斯酸后变快，且在辐照或添加自由基时没有变化，证明反应是通过离子进行的。
最开始金刚烷的氟化是以1-羟基金刚烷和1-氨基金刚烷作为起始反应物进行的，后来能够从金刚烷直接氟代。在所有情况下，反应都是先形成碳正离子，然后与氟化的亲核试剂反应得到。也有报告使用气态氟直接氟代金刚烷的研究。

#### 羧基化
金刚烷的羧基化反应在1960年首次被报道，使用甲酸作羧化剂，四氯化碳作溶剂。
叔丁醇和硫酸帮助产生金刚烷阳离子，随后利用甲酸和硫酸的作用下产生的一氧化碳，将阳离子原位羧化。羧化反应产物的比例为55-60%。

#### 其他
金刚烷在路易斯酸存在下可以与苯发生傅-克反应 。芳基化的金刚烷衍生物可以从1-羟基金刚烷为原料合成。金刚烷与苯甲醚的反应不需要催化剂。
金刚烷的硝化反应困难，产率适中。1-氨基取代的金刚烷胺可以由溴或硝酸反应得到的溴化物或硝酸酯来制备，二者与乙腈反应会得到乙酰胺结构，碱性水解得到金刚烷胺：

## 用途
未经官能团修饰的金刚烷本身少有应用，可以用于聚合物或干法蚀刻模具。
固态NMR光谱中，金刚烷可以作为化学位移值参考的标准。
在染料激光器中，金刚烷可用于延长增益介质的使用寿命；它不能在大气中被光电离，因为它的吸收谱带在真空紫外区。

### 药物用途
迄今为止，未发现金刚烷的医学用途，但其许多衍生物都被用作合成药物。第一个用于医学用途的金刚烷衍生物是金刚烷胺，在1967年用作抗病毒药物，随后还被用于治疗帕金森病 。其他的衍生物药物有诸如阿达帕林、阿达普洛明、布罗曼丹、卡金刚酸、多巴金刚、美金刚胺、金刚乙胺、沙格列汀、曲金刚胺、维格列汀等。金刚烷类似物的聚合物已经获得专利，用作抗HIV的抗病毒剂。

阿达帕林
阿达普洛明（英语：adapromine）
金刚烷胺
布罗曼丹（英语：bromantane）
美金刚胺
金刚乙胺
沙格列汀
曲金刚胺（英语：tromantadine）
维格列汀

### 航天燃料
金刚烷是霍尔效应推进器的有力候选者，因为其易于离子化、便于以固态储存、在相对较低的温度下升华和低毒性（相对于其他燃料而言）。

### 潜在应用
金刚烷的某些烷基衍生物被用作液压系统中的工作溶液。金刚烷基的聚合物可能会应用于触摸屏涂层，在纳米技术中金刚烷及其同系物也具有发展前景。例如，金刚烷固体的软性笼状结构能够笼络客体分子，并且可以在基质被破坏时将其释放到人体内。金刚烷可用作分子晶体自组装的分子砌块。

## 金刚烷类似物
许多分子、离子都有着类金刚烷的笼状结构，例如P4O6、As4O6、P4O10、P4S10和乌洛托品。特别是四亚甲基二砜四胺（TETS），俗称毒鼠强，对人类有着极大的毒性。金刚烷的硅系类似物在2005年被合成，这是一种含有金刚烷结构的有机硅笼化合物。Arsenicin A是自然界中发现的第一种有机砷金刚烷类似物。

金刚烷
六亚甲基四胺
五氧化二磷
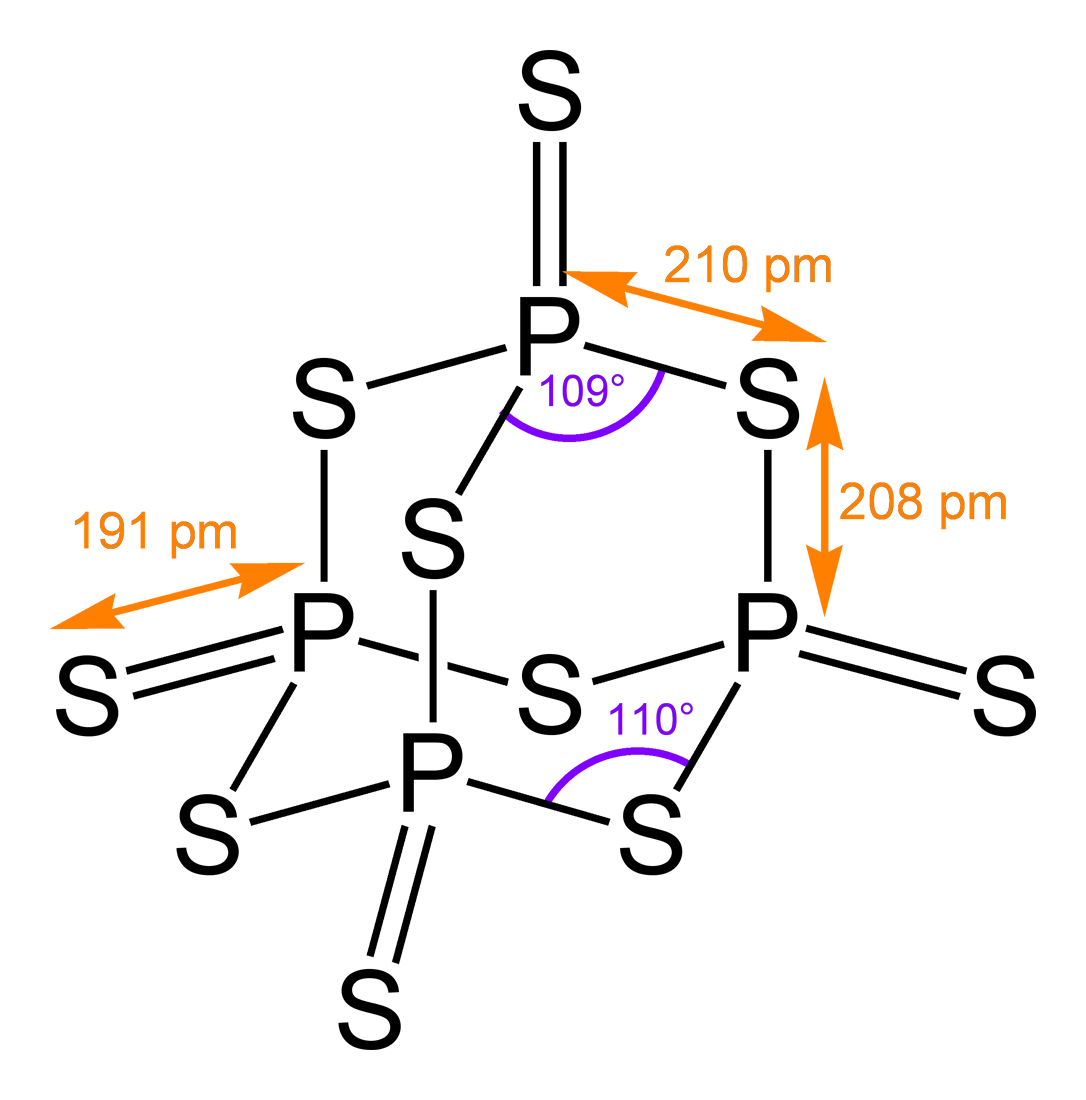
五硫化二磷
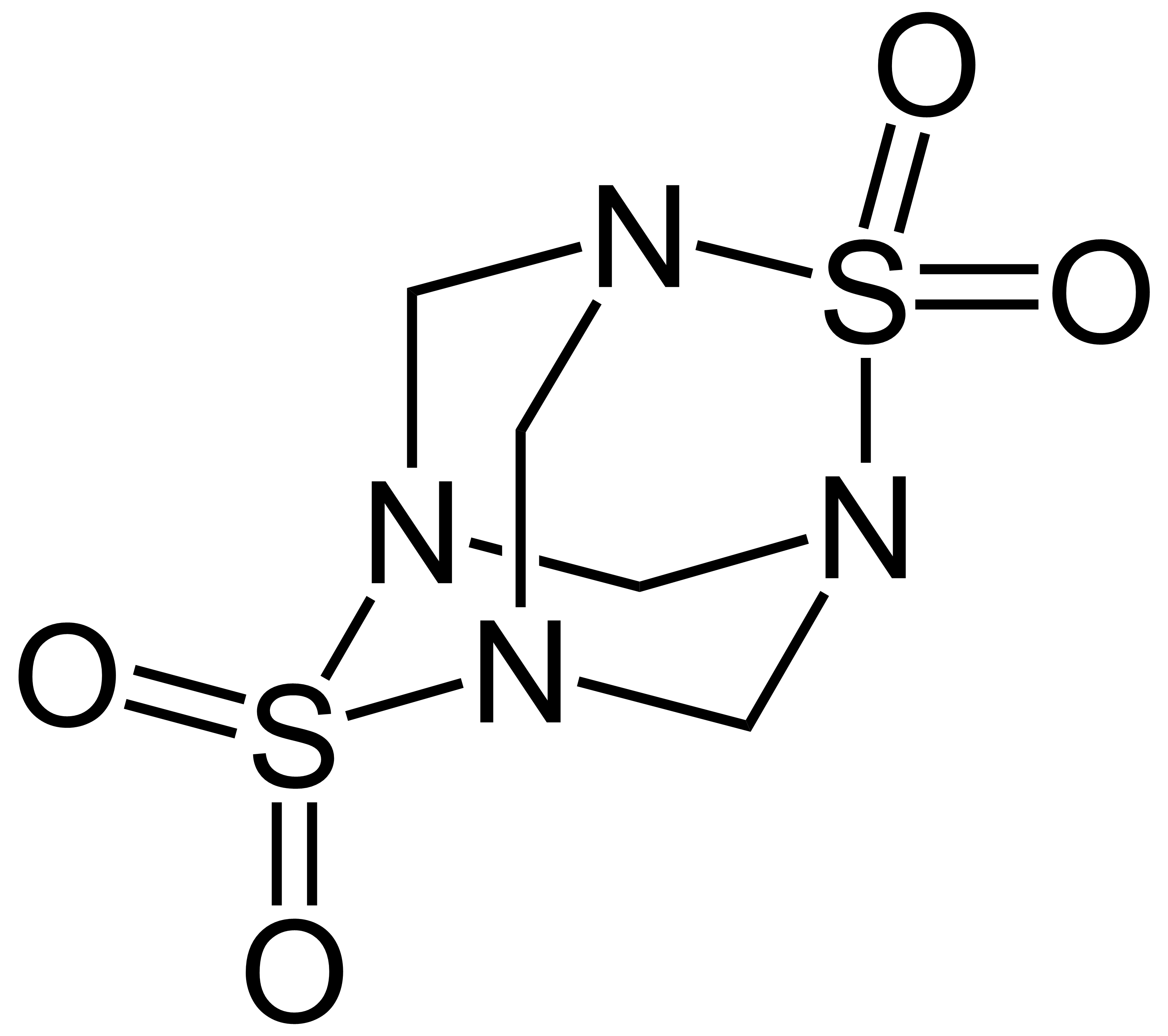
四亚甲基二砜四胺
河豚毒素
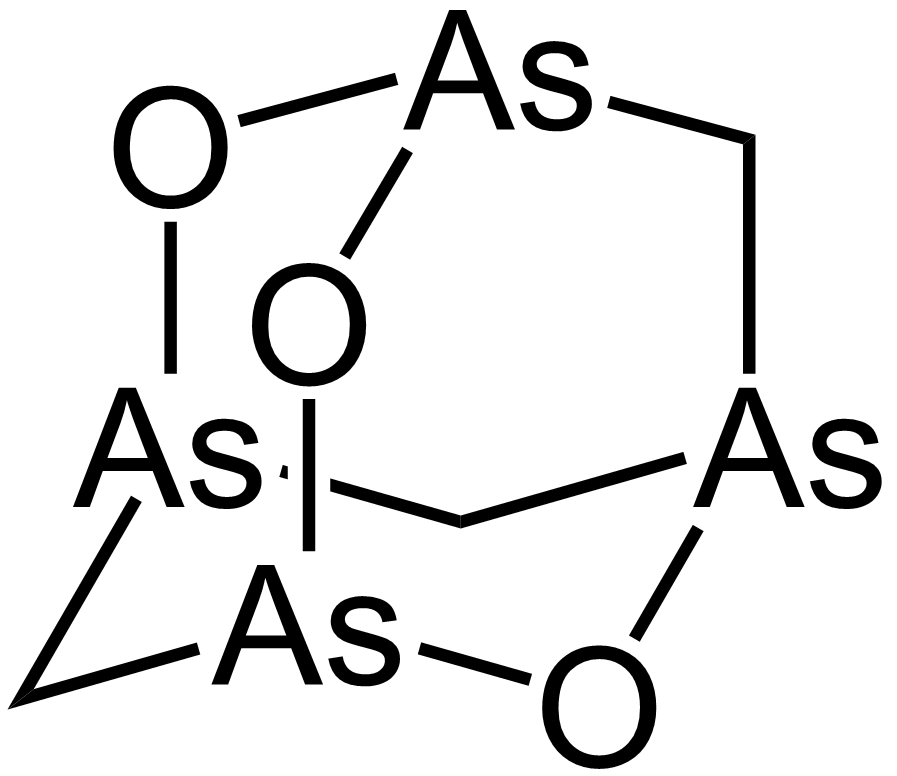
Arsenicin A

多个金刚烷笼连接得到的类金刚石化合物，如双金刚烷（C14H20）、三金刚烷（C18H24）、四金刚烷（C22H28）、五金刚烷（C26H32）等。这些类似物的合成与金刚烷相仿，也可以从石油中提取得到，但产量更低。